# الطيبة (الدقهلية)
قرية الطيبة هي إحدى القرى التابعة لمركز نبروه في محافظة الدقهلية في جمهورية مصر العربية. حسب إحصاءات سنة 2006، بلغ إجمالي السكان في الطيبة 14849 نسمة، منهم 7425 رجل و7424 امرأة.

## التاريخ
قرية الطيبة من القرى القديمة، حيث وردت باسم «نكيوه الطيبة» في أعمال السمنودية ضمن قرى الروك الصلاحي التي أحصاها ابن مماتي في كتاب قوانين الدواوين، كما وردت باسم «الطيبة» في أعمال الغربية ضمن قرى الروك الناصري التي أحصاها ابن الجيعان في كتاب «التحفة السنية بأسماء البلاد المصرية». وفي العصر العثماني وردت باسم «الطيبة» في التربيع العثماني الذي أجراه الوالي العثماني سليمان باشا الخادم في عصر السلطان العثماني سليمان القانوني ضمن قرى ولاية الغربية، وفي تاريخ 1228هـ/1813م الذي عدّ قرى مصر بعد المسح الذي قام به محمد علي باشا باسم «طيبة نشا» ضمن قرى مديرية الغربية. ويُذكر أن قرية الطيبة عاد الاسم حديثًا إلى الطيبة.